# Fritz Olsen
Fritz Johannes Jacob Olsen, född 20 september 1854 i Köpenhamn, död 7 juli 1934, var en dansk ämbetsman och posthistoriker.
Olsen inträdde 1869 i det danska postväsendet, blev assistent i Generaldirektoratet for Postvæsenet 1873, postexpeditör 1874, postkontrollör i Köpenhamn 1889, postmästare i Thisted 1902 var 1905–1924 överpostkontrollör i Köpenhamn. Han utgav posthistoriska arbeten, vilka på grundval av mycket ingående källstudier ger ett betydelsefullt bidrag till kännedomen om samfärdseln under de tidsperioder, de behandlar. 